# غوشتبزان (شبخوسلات)
غوشتبزان (بالفارسية: گوشتپزان) هي قرية تقع في إيران في قسم شبخوسلات الريفي. يقدر عدد سكانها بـ 344 نسمة بحسب إحصاء 2016.